# Шмидт, Жуан Фелипе
Жуан Фелипе Шмидт Урбано (порт. João Felipe Schmidt Urbano; родился 19 мая 1993 года в Сан-Паулу, Бразилия) — бразильский футболист, полузащитник клуба «Кавасаки Фронтале».

## Клубная карьера
Жуан — воспитанник клуба «Сан-Паулу». В сентябре 2011 года в матче против «Гремио» он дебютировал в бразильской Серии A. В 2012 году Шмидт помог клубу выиграть Южноамериканский кубок. Летом 2014 года он перешёл в португальскую «Виторию Сетубал». 17 августа в матче против «Риу Аве» Жуан дебютировал в Сангриш лиге. 24 августа в поединке «Жил Висенте» он забил свой первый гол за «Виторию», реализовав пенальти. После окончания аренды Шмитд вернулся в «Сан-Паулу». 6 апреля 2016 года в матче Кубка Либертадорес против венесуэльского «Трухильянос» он забил свой первый гол за клуб.
Летом 2017 года Шмидт перешёл в итальянскую «Аталанту». 20 декабря 2017 года в поединке Кубка Италии против «Сассуоло» Жуан дебютировал за основной состав.

## Международная карьера
В 2013 году в составе молодёжной сборной Бразилии Шмидт выиграл Турнир в Тулоне.

## Достижения
«Сан-Паулу»
- Обладатель Южноамериканского кубка — 2012

«Кавасаки Фронтале»
- Победитель Японской Джей-лиги 2021